# Zdzisław Askanas

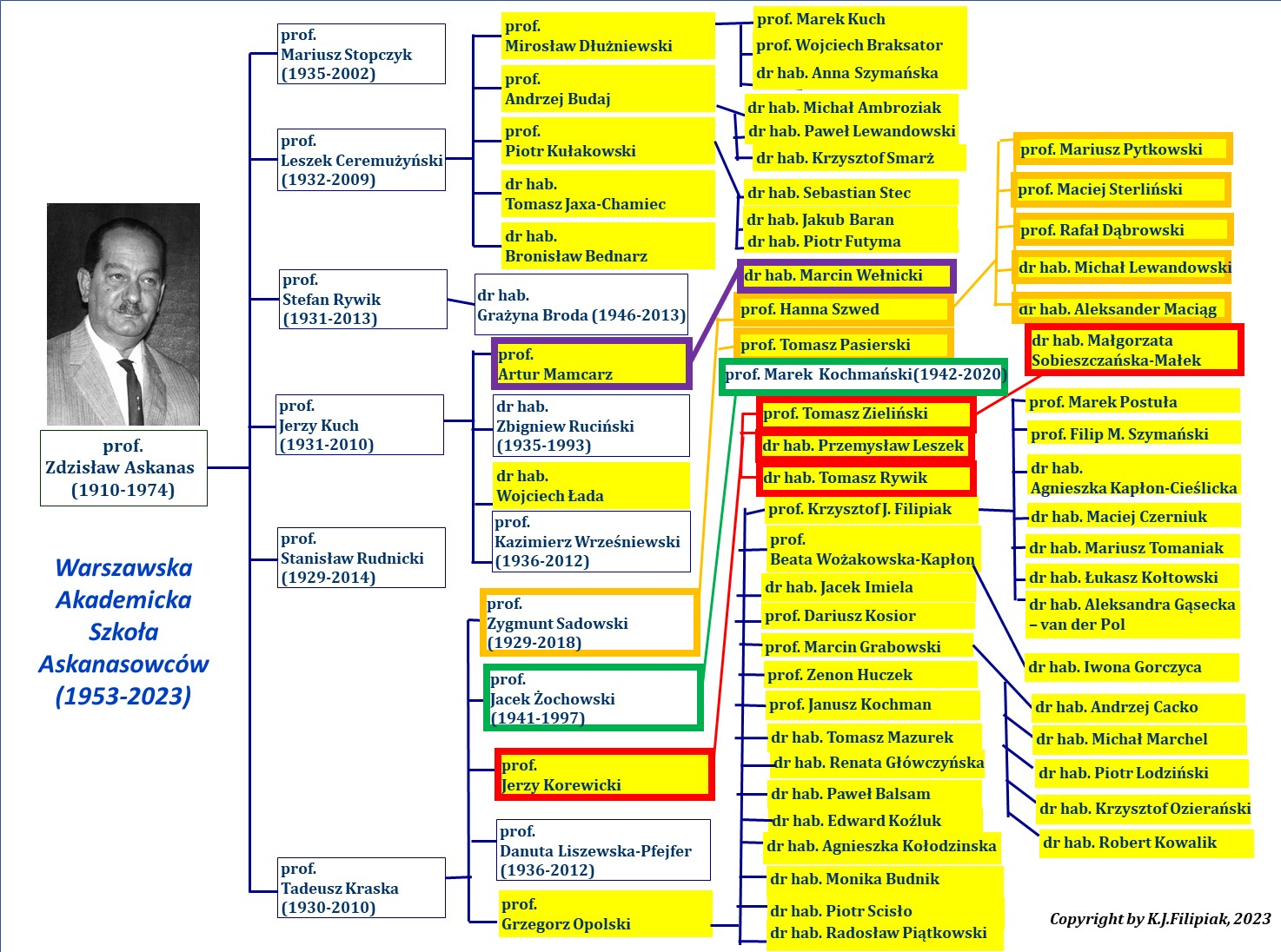
Drzewo genealogiczne przedstawicieli Warszawskiej Akademickiej Szkoły Kardiologii wywodzącej się od prof. Zdzisława Askanasa

Zdzisław Askanas (ur. 1 czerwca 1910 w Warszawie, zm. 25 września 1974 tamże) – polski lekarz, kardiolog, profesor nauk medycznych, nauczyciel akademicki Wydziału Lekarskiego Uniwersytetu Warszawskiego i Akademii Medycznej w Warszawie. Twórca Warszawskiej Akademickiej Szkoły Kardiologii, tzw. Szkoły Askanasa. W 1939 obrońca Twierdzy Modlin, działacz konspiracji antyniemieckiej, powstaniec warszawski.

## Życiorys
Jego ojciec był farmaceutą. Przed maturą zarobkował jako pianista w warszawskich kawiarniach. W 1935 uzyskał dyplom lekarza na Wydziale Lekarskim Uniwersytetu Warszawskiego. W czasie studiów był ofiarą tzw. getta ławkowego. Podjął pracę w Szpitalu św. Łazarza w Warszawie i w II Katedrze i Klinice Chorób Wewnętrznych kierowanej przez Mściwoja Semerau-Siemianowskiego. Na stopień podporucznika został mianowany ze starszeństwem z 1 stycznia 1938 i 1. lokatą w korpusie oficerów rezerwy zdrowia, grupa lekarzy.
Podczas kampanii wrześniowej uczestniczył jako oficer w obronie Twierdzy Modlin, za co został odznaczony Krzyżem Walecznych. Podczas okupacji znalazł się wspólnie z żoną Alicją i synem Aleksandrem w warszawskim getcie. W 1943 udało mu się przerzucić żonę i syna na tzw. stronę aryjską. Później dołączył do nich. Został zadenuncjowany na Gestapo przez dawnego woźnego z Uniwersytetu Warszawskiego, lecz uniknął aresztowania. Ukrywał się przed Niemcami (przybrał nazwisko Jan Dębowski), uczestniczył w konspiracji (pseudonim „Dąb”, „Adam”). Brał udział w powstaniu warszawskim jako lekarz. Przebywał w tzw. Reducie Kaliskiej (budynek Monopolu Tytoniowego, ul. Kaliska 11), udzielał pomocy ludności cywilnej. Po kapitulacji powstania znalazł się w obozie przejściowym Dulag 121 w Pruszkowie. Organizował szpitale Rady Głównej Opiekuńczej.
Po wojnie wstąpił do Wojska Polskiego. Pracował w Departamencie Zaopatrzenia Ministerstwa Zdrowia oraz w lecznicy rządowej, gdzie był lekarzem m.in. Władysława Gomułki. W 1948 został ponownie zatrudniony na Wydziale Lekarskim UW, a następnie w Akademii Medycznej w Warszawie. Na podstawie przygotowanej w latach 30. rozprawy w 1950 nadano mu stopień naukowy doktora nauk medycznych. W 1951 na podstawie dorobku naukowego oraz monografii pt. Ocena kliniczna dynamiki skurczu serca uzyskał stopień naukowy doktora habilitowanego, w 1954 tytuł naukowy profesora. Został konsultantem krajowym do spraw kardiologii. Dzięki jego staraniom utworzono w 1962 Centralną Poradnię Chorób Układu Krążenia, a w 1965 Instytut Kardiologii Akademii Medycznej w Warszawie. 

Pod jego redakcją powstał w 1967 pierwszy podręcznik reanimacji kardiologicznej. 

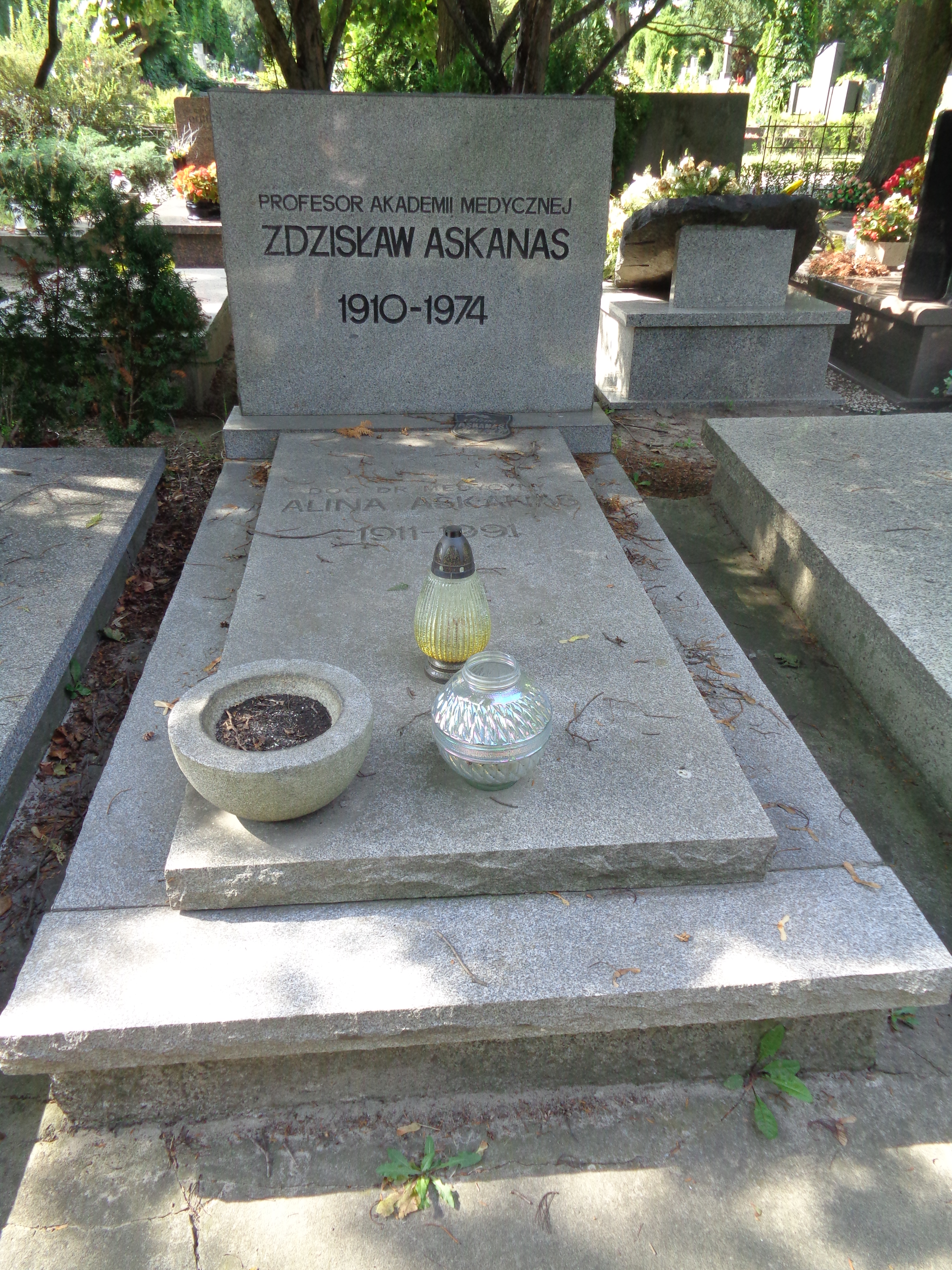
Grób prof. Zdzisława Askanasa i jego żony Alicji na cmentarzu Wojskowym na Powązkach

Został ekspertem Światowej Organizacji Zdrowia i prezesem Polskiego Towarzystwa Kardiologicznego. Nigdy nie przystąpił do PZPR.
Był autorem ponad 180 prac, w tym wielu monografii.
Pod jego kierunkiem stopień naukowy doktora uzyskali m.in.: Leszek Ceremużyński, Tadeusz Kraska, Jerzy Kuch, Stanisław Rudnicki, Stefan Rywik, Mariusz Stopczyk. Z grona tych uczniów Zdzisława Askanasa wywodzi się krąg warszawskich kardiologów tworzących tzw. Warszawską Akademicką Szkołę Kardiologii (Szkołę Askanasa).
Zmarł w 1974 po około rocznym paraliżu. Został pochowany na cmentarzu Wojskowym na Powązkach (kwatera 35A-3-9).

## Życie prywatne
Był żonaty z Alicją (1911–1991), docent pediatrii. Miał syna Aleksandra, doktora nauk medycznych, który w 1968 wyemigrował z Polski do USA.

## Ordery i odznaczenia
- Krzyż Walecznych[3][5]
- Medal 10-lecia Polski Ludowej (13 stycznia 1955)[8]

## Upamiętnienie
17–18 stycznia 2013 obchodzono w Warszawskim Uniwersytecie Medycznym 60-lecie założenia w 1953 przez prof. Zdzisława Askanasa I Katedry i Kliniki Kardiologii Akademii Medycznej. Z tej okazji odbyła się m.in. sesja naukowa, w trakcie której wspominano postać założyciela katedry.